# Thiago Rodrigues
Thiago Galdino Rodrigues (* 16. März 1979 oder 24. Juli 1982) ist ein brasilianischer Fußballspieler.

## Karriere
Thiago Rodrigues spielte in Brasilien 2006 für den Paysandu SC. 2006/2007 wechselte er zum mazedonischen Rekordmeister Vardar Skopje. Er stand in der Saison 2007/08 im Kader von FCU-55 Skopje (bzw. Cementarnica Skopje) (30 Spiele/ sechs Tore). In der darauffolgenden Spielzeit absolvierte er fünf Partien für FK Pobeda Prilep. 2009/10 schloss er sich FK Teteks Tetovo an.